# Mạn đàm về người man di hiện đại
Mạn đàm về người man di hiện đại (tiếng Pháp: Digressions sur un Barbare Morderne) là một loạt phim tài liệu dài 4 tập nói về học giả Nguyễn Văn Vĩnh, do Trần Văn Thủy làm đạo diễn. Phim được sản xuất bởi Nguyễn Lân Bình, cháu nội Nguyễn Văn Vĩnh, và công chiếu lần đầu vào năm 2007 nhân kỉ niệm 125 năm ngày sinh của ông.

## Nội dung
Bộ phim tường thuật lại cuộc đời và sự nghiệp của Nguyễn Văn Vĩnh cũng như làm sáng tỏ nhiều điều còn chưa rõ về ông, với điểm nhìn được khai thác từ hai phía: nội bộ gia tộc Nguyễn Văn Vĩnh và góc nhìn của người đời.

## Sản xuất
Từ năm 2006, cháu nội học giả Nguyễn Văn Vĩnh là Nguyễn Lân Bình – một công chức Bộ Ngoại giao – đã thay mặt dòng họ lên kế hoạch viết kịch bản và thực hiện một bộ phim đào sâu vào cuộc đời và sự nghiệp ông mình. Phần lớn kinh phí dự án đều xuất phát từ Nguyễn Lân Bình cùng một số tiền quyên góp nhỏ của những người khác trong gia tộc. Tuy nhiên trong quá trình làm phim ông vẫn phải chạy vạy nhiều nơi để duy trì công việc, thậm chí thế chấp cả căn nhà đang ở. Đạo diễn Trần Văn Thủy và nhà quay phim Nguyễn Sỹ Bằng đã lần lượt được mời đảm nhận vai trò chỉ đạo và ghi hình tác phẩm nhưng không thông qua giấy tờ cụ thể mà là "đặt hàng miệng".
Những thước phim đầu tiên được ghi hình tại một quãng sông Sê Pôn, Lào – nơi Nguyễn Văn Vĩnh qua đời. Trong vòng 1 năm, đoàn phim đã đi qua vô số địa điểm khác nhau từ Bắc, Trung, Nam Việt Nam đến Lào, Pháp... để thu thập khung cảnh và tìm kiếm tư liệu. Nhiều bức tranh nghệ thuật cũng được Trần Văn Thủy sử dụng làm minh họa phim, trong đó có bức Cậu bé kéo quạt trường Yên Phụ Nguyễn Văn Vĩnh - 1890 của họa sĩ trẻ Duy Minh.
Bộ phim, dài 4 tập với tổng thời lượng là 215 phút, sau khi dựng xong đã được Trần Văn Thủy cũng Nguyễn Lân Bình đem cho nhiều thành viên trong gia tộc xem và góp ý, chỉ ra những điểm chưa ổn trong phim. Cuối cùng, cuốn phim đã chính thức công chiếu vào dịp kỷ niệm 125 năm ngày sinh của Nguyễn Văn Vĩnh, 100 năm phong trào Đông Kinh Nghĩa Thục và 100 năm Đăng Cổ Tùng Báo (tờ báo quốc ngữ đầu tiên ở Bắc Kỳ).

## Tiếp nhận
Tuy ban đầu chỉ được sản xuất nhằm chiếu trong nội bộ gia tộc, bộ phim đã sớm thu hút sự chú ý từ các cơ quan, báo chí, đại học lớn tại Việt Nam rồi lan ra quốc tế. Chỉ trong vòng một năm sau khi ra đời, phim đã chiếu lại hơn 20 lần cho toàn bộ gia tộc Nguyễn Văn Vĩnh, các bạn bè, đồng nghiệp cũng như các cơ quan, viện văn học, các trường đại học cả ở trong và ngoài nước. Tác phẩm sau đó được chiếu rộng rãi tại Trung tâm Văn hóa Pháp tại Hà Nội và Thành phố Hồ Chí Minh; sự kiện chiếu phim ở Hà Nội được mô tả là "quá đông người" đến xem.
Các buổi chiếu phim này đều ghi nhận ăn khách về lượng người xem và nhìn chung nhận về nhiều phản ứng tích cực từ dư luận, được đánh giả là "vượt ngưỡng rất xa khỏi tư liệu gia tộc". Vào ngày 20 tháng 3 năm 2008, Mạn đàm về người man di hiện đại đã trình chiếu tại thành phố Montpellier, Pháp, theo lời mời từ hội đồng thành phố cũng như viện đại học Pháp nhân ngày Quốc tế sử dụng tiếng Pháp. Bản phim Pháp được rút gọn từ 215 phút xuống còn 59 phút để phù hợp với nội dung chương trình.

### Phê bình chuyên môn
Bộ phim đa phần nhận được đánh giá phê bình tích cực từ giới tri thức, các nhà sử học chuyên môn. Viết cho báo Tuổi Trẻ, cây bút Nguyễn Thị Minh Thái đã ghi nhận sự thành công của bộ đôi tác giả Nguyễn Lân Bình – Trần Văn Thủy khi không "bắt đầu bằng toan tính nghệ thuật" nhưng đã khắc họa nên chân dung Nguyễn Văn Vĩnh theo "kết cấu vòng tròn của một phim đích đáng là phim "chân dung nghệ thuật", sang trọng và tinh tế". Theo nhà sử học Phan Huy Lê, ông nhận định đây là bộ phim tài liệu lịch sử đầu tiên tại Việt Nam được thực hiện mà không có sự hỗ trợ từ tổ chức hay cá nhân nào nhưng vẫn "đạt được sự cuốn hút tuyệt đối đến phút chót!". Tuy nhiên, trong một bài phê bình, giáo sư sử học Đinh Xuân Lâm bên cạnh dành lời khen ngợi cũng chỉ ra những điểm cần phải cải thiện với bộ phim:
| “               | Một bộ phim hay cần được giới thiệu rộng rãi với bên ngoài. Nhưng muốn làm được, đề nghị anh Trần Văn Thủy nghiên cứu rút ngắn bài phát biểu của một số nhà khoa học, nên tập trung vào chủ điểm tinh thần dân tộc, lòng yêu nước, những đóng góp tích cực của Nguyễn Văn Vĩnh về mặt văn hóa. Có như vậy mới rút được thời lượng chiếu phim. Còn kéo dài bốn tập thì sẽ gặp nhiều khó khăn trong việc quảng bá bộ phim quí giá này. | ” |
| — Đinh Xuân Lâm | |   |